# Richard Sturm
Richard Sturm – niemiecki strzelec, medalista mistrzostw świata.
Podczas swojej kariery Richard Sturm zdobył trzy medale na mistrzostwach świata – wszystkie w drużynowych zawodach podczas turnieju w 1939 roku. Był wówczas dwukrotnym wicemistrzem w strzelaniu z karabinu małokalibrowego stojąc i klęcząc, oraz brązowym medalistą w postawie leżąc. W ostatnich dwóch konkurencjach Niemcy startowali w składzie: Walter Gehmann, Albert Sigl, Erich Spörer, Richard Sturm, Karl Steigelmann (w postawie stojąc w miejsce Gehmanna pojawił się Jakob Brod).
Był związany z Oberndorfem nad Neckarem i Grazem. Oprócz mistrzostw w 1939 roku reprezentował Niemcy na mistrzostwach świata w 1937 roku, jednak bez zdobyczy medalowych. Jako reprezentant Schützengesellschaft Oberndorf został w 1938 roku drużynowym mistrzem Niemiec w karabinie małokalibrowym. W 1941 roku zdobył indywidualne mistrzostwo Niemiec w karabinie małokalibrowym w trzech postawach z 50 m (1171 pkt.), bijąc przy tym rekord świata Karla Steigelmanna z 1939 roku o cztery punkty.

## Medale mistrzostw świata
Opracowano na podstawie materiałów źródłowych:
| Mistrzostwa  | Konkurencja                                    | Wynik             | Miejsce |
| ------------ | ---------------------------------------------- | ----------------- | ------- |
| Lucerna 1939 | Karabin małokalibrowy leżąc, 50 m, drużynowo   | 1974 pkt. (druż.) |         |
| Lucerna 1939 | Karabin małokalibrowy klęcząc, 50 m, drużynowo | 1936 pkt. (druż.) |         |
| Lucerna 1939 | Karabin małokalibrowy stojąc, 50 m, drużynowo  | 1859 pkt. (druż.) |         |